# (34351) Decatur
(34351) Decatur (2000 RZ8) – planetoida z grupy pasa głównego asteroid okrążająca Słońce w ciągu 5,06 lat w średniej odległości 2,94 j.a. Odkryta 3 września 2000 roku.